# Ronnie Burrage
Ronnie Burrage (St. Louis, 19 oktober 1959) is een Amerikaanse jazzdrummer.

## Biografie
Burrage is de zoon van een pianiste en studeerde aan de North Texas State University. Hij was drummer in verschillende funkbands en begeleidde als lid van het St. Louis Metropolitan Jazz Quintet muzikanten als Arthur Blythe, Jackie McLean, Andrew Hill en McCoy Tyner tijdens hun optredens in St. Louis. Met McCoy Tyner ging hij tussen 1980 en 1983 op een internationale tournee. Vervolgens toerde hij met Sonny Rollins en Pat Metheny door Noord-Amerika. In 1984 speelde hij met Jaco Pastorius.
Midden jaren 1980 was Burrage lid van het kwintet van Woody Shaw. In 1986 formeerde hij met John Purcell en Anthony Cox de band Third Kind of Blue. Daarnaast nam hij een album op met Barbara Dennerlein en werkte hij met Michał Urbaniak, Ray Anderson en Abdullah Ibrahim. Sinds de jaren 1990 leidde hij de band Burrage, waarmee hij tournees afwerkte door de Verenigde Staten, Europa en Japan. Hij werkte verder met muzikanten als Joanne Brackeen, Jack Walrath, Sonny Fortune, Courtney Pine, Joe Zawinul, Archie Shepp, Monty Waters en Gary Thomas, maar ook met The Firm van Reggie Workman en Ernie Watts.

## Discografie
- 1993: Ronnie Burrage Shuttle met Hamiet Bluiett, Cyrus Chestnut, Joe Ford, Doc Gibbs, Frank Lacy, Charnett Moffett
- 2000: Just Natural met Terence Conley, Eric Person
- 2004: In It

- Bibliothèque nationale de France: cb13940345r (data)
- Gemeinsame Normdatei: 134340930
- International Standard Name Identifier: 0000 0000 7839 7301
- Library of Congress Control Number: nr93011443
- MusicBrainz: 865ee056-cd79-40ed-bc17-ec7ef5b342cb
- Nationale Bibliotheek van Tsjechië: xx0015901
- Nationale Bibliotheek van Israël: 987007327645005171
- Virtual International Authority File: 85401270
- WorldCat: E39PBJgCJHd9qVQkYxrhphVpyd